# 裴鉶傳奇
《裴鉶傳奇》，是唐末裴鉶的文言短篇小說集《傳奇》，其原名為《傳奇》，後人多稱為《裴鉶傳奇》，其中名篇有〈聶隱娘〉、〈崑崙奴〉等小說，有著各種文學風格，諸如神怪、豪俠、浪漫等。
「傳奇」意思是奇異的故事，傳奇之「奇」，在於故事情節、人物、情感或風格:73，宋朝以後，把這類的文言短篇小說都稱為《傳奇》，爾後為了與戲劇上的「傳奇」分別，又稱為唐人傳奇。